# Ethel Barrymore

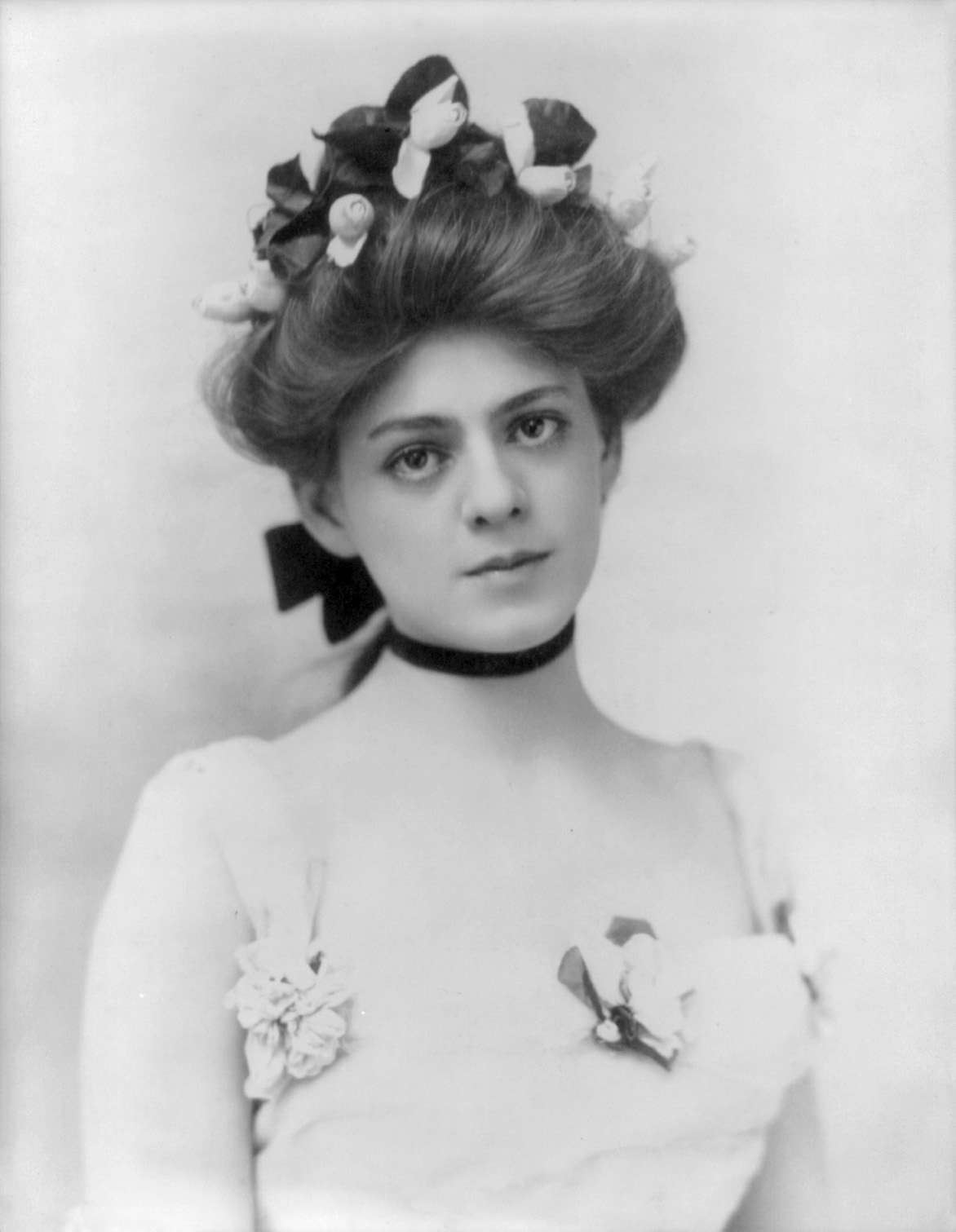
Ethel Barrymore, 1901

Ethel Barrymore, geb. Ethel Mae Blythe (* 15. August 1879 in Philadelphia, Pennsylvania; † 18. Juni 1959 in Beverly Hills, Kalifornien), war eine US-amerikanische Schauspielerin, die über Jahrzehnte zu den großen Broadway-Stars zählte. Für ihre Darstellung in None But the Lonely Heart wurde sie 1945 mit dem Oscar als Beste Nebendarstellerin ausgezeichnet.

## Leben und Karriere
Ethel Barrymore war die einzige Tochter von Maurice Barrymore (eigentl. Herbert Blythe) und Georgiana Drew, die Schwester von Lionel Barrymore und John Barrymore, sowie die Großtante von Drew Barrymore.

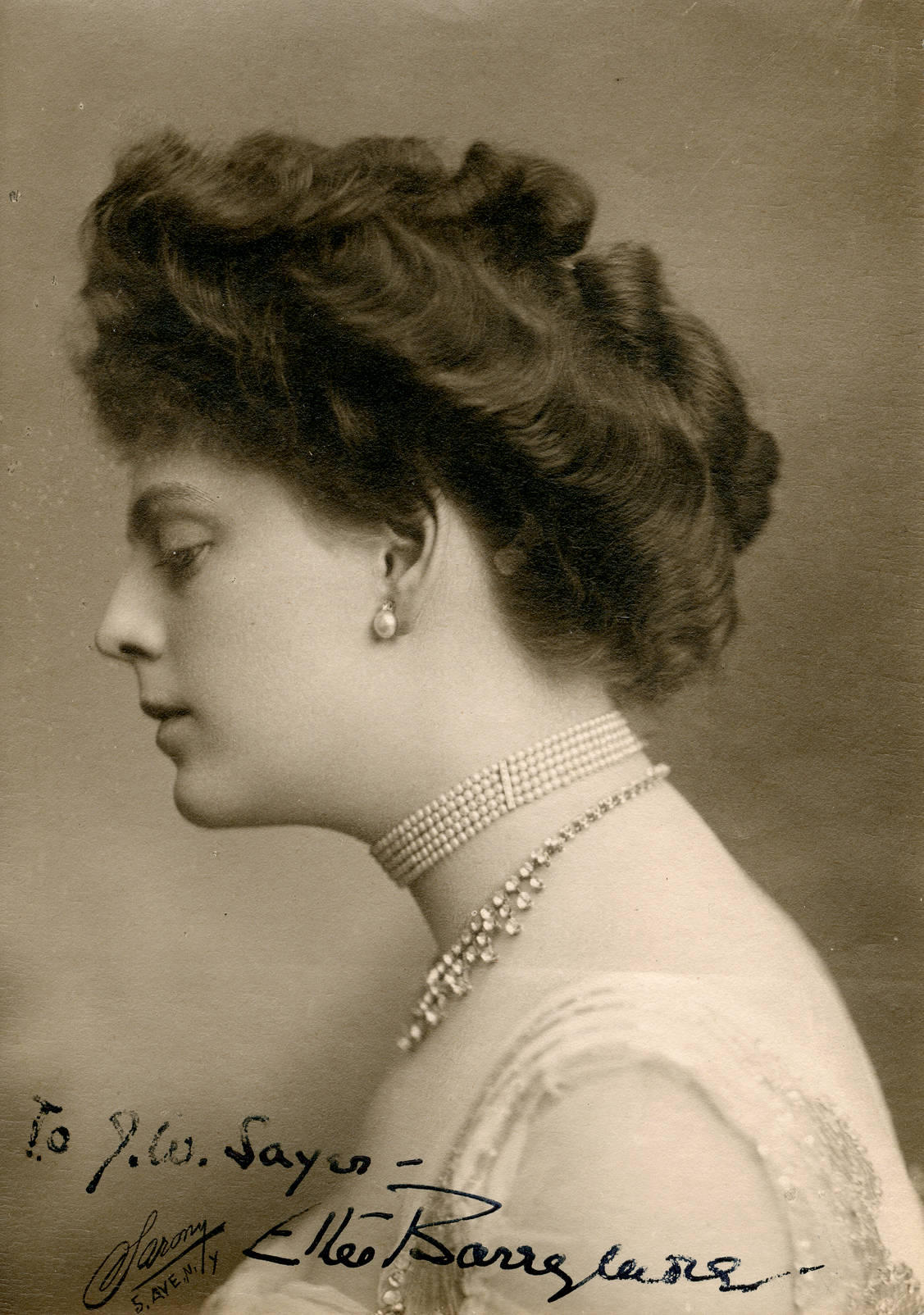
Ethel Barrymore,
Studio von Napoleon Sarony, 1909

Barrymore gab ihr Schauspieldebüt mit 15 Jahren an der Seite ihres Onkels John Drew und hatte ihren ersten Auftritt am Broadway 1900 in dem Stück Captain Jinks of the Horse Marines. Schon bald galt sie als First Lady of the Stage, ein Titel, um den sie mit Laurette Taylor, Maude Adams, Katharine Cornell und später Helen Hayes wetteiferte. Ethel Barrymore spielte ihre erste Filmrolle 1914, doch war sie nach 1919 wieder ausschließlich auf der Bühne tätig, mit Ausnahme von Rasputin – Der Dämon Rußlands, in dem sie 1932 an der Seite ihrer Brüder spielte. Unzufrieden mit den Drehbüchern, die ihr angeboten wurden, wandte sich Barrymore wieder dem Theater zu und konnte 1940 in Das Korn ist grün einen ihrer größten Erfolge auf der Bühne feiern.

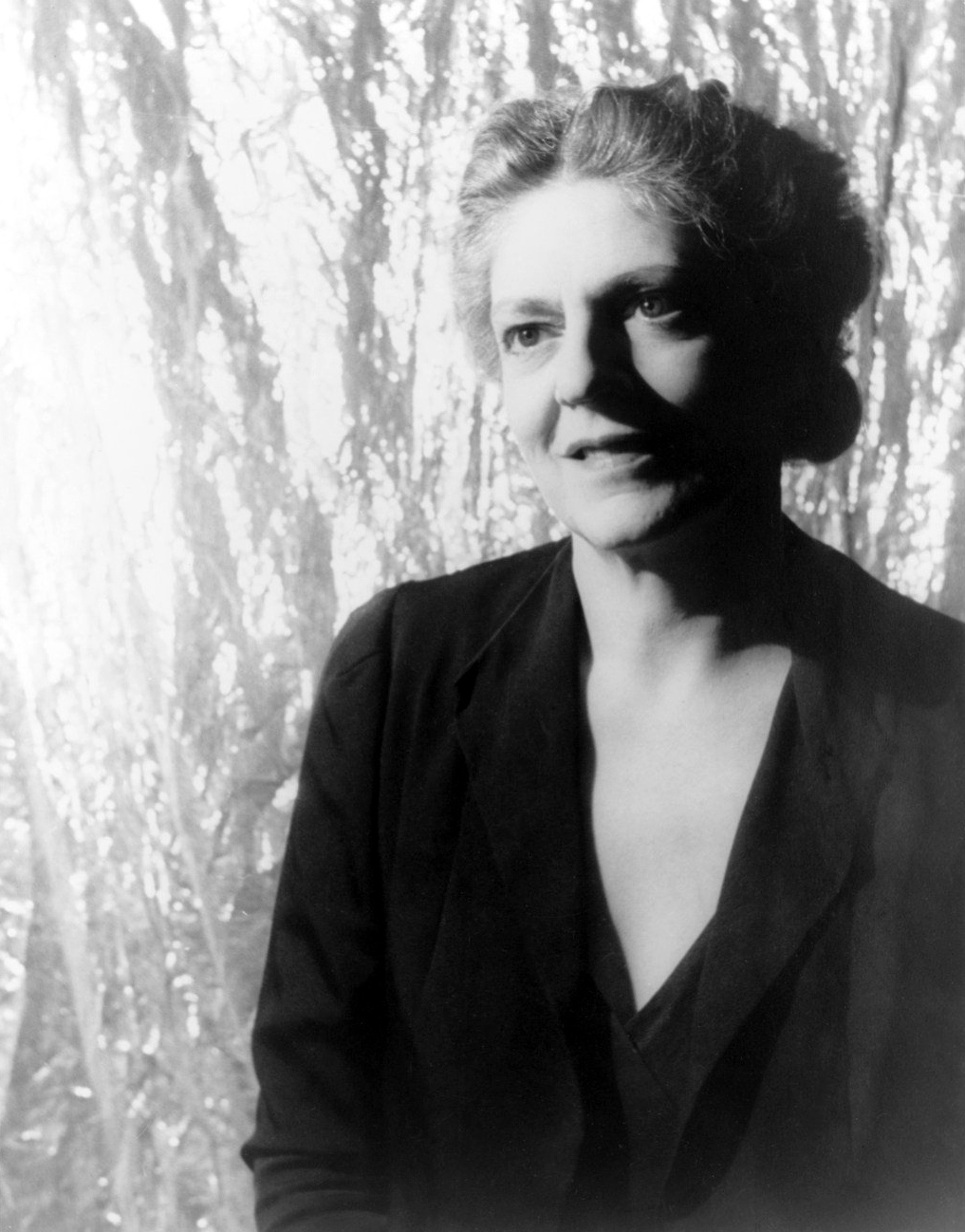
Ethel Barrymore, 12. Dezember 1937
Fotografie von Carl van Vechten, aus der Van Vechten Collection der Library of Congress

1944 kehrte Ethel Barrymore mit Triumph auf die Leinwand zurück und gewann für ihre Darstellung der sterbenden Mutter von Cary Grant in None But the Lonely Heart auf der Oscarverleihung 1945 den Oscar als beste Nebendarstellerin. Die Schauspielerin entschied sich für eine dauerhafte Karriere beim Film und siedelte nach Hollywood um. Unter Vertrag bei David O. Selznick spezialisierte sich Barrymore auf die Darstellung verschrobener alter Frauen und boshafter Damen der besseren Gesellschaft. In Die Wendeltreppe mimte sie die dominante Mutter des Mörders, in Pinky spielte sie eine bigotte Rassistin, die erst durch die Bekanntschaft mit dem Mischlingsmädchen Pinkie einen charakterlichen Wandel durchlebt. In der Komödie Die Farmerstochter, für die Loretta Young den Oscar als Hauptdarstellerin gewann, war Barrymore die treibende Kraft hinter der Karriere ihres Filmsohns Joseph Cotten. Zu ihren sympathischen Auftritten gehört ihr Auftritt in William Dieterles Fantasyfilm Jenny, in dem sie die mütterliche Freundin eines Künstlers, gespielt von Joseph Cotten, darstellte.
Ethel Barrymore war bekannt für ihren schwarzen Humor und eine der größten privaten Büchersammlungen in den USA. Während eines Engagements in London in den frühen 1900er-Jahren soll sie einen Heiratsantrag Winston Churchills abgelehnt haben. 1909 heiratete sie Russell Griswold Colt, mit dem sie drei Kinder bekam – die Ehe verlief allerdings unglücklich und das Paar ließ sich 1923 scheiden. Die gläubige Katholikin heiratete danach nie mehr. Ethel Barrymore starb rund zwei Monate vor ihrem 80. Geburtstag an einer Herz-Kreislauf-Erkrankung. Ihr zu Ehren wurde ein Broadwaytheater benannt, zudem erinnert ein Stern auf dem Hollywood Walk of Fame, Höhe 7001 Hollywood Boulevard, an die Schauspielerin.

## Filmografie
- 1914: The Nightingale
- 1915: The Final Judgment
- 1916: The Kiss of Hate

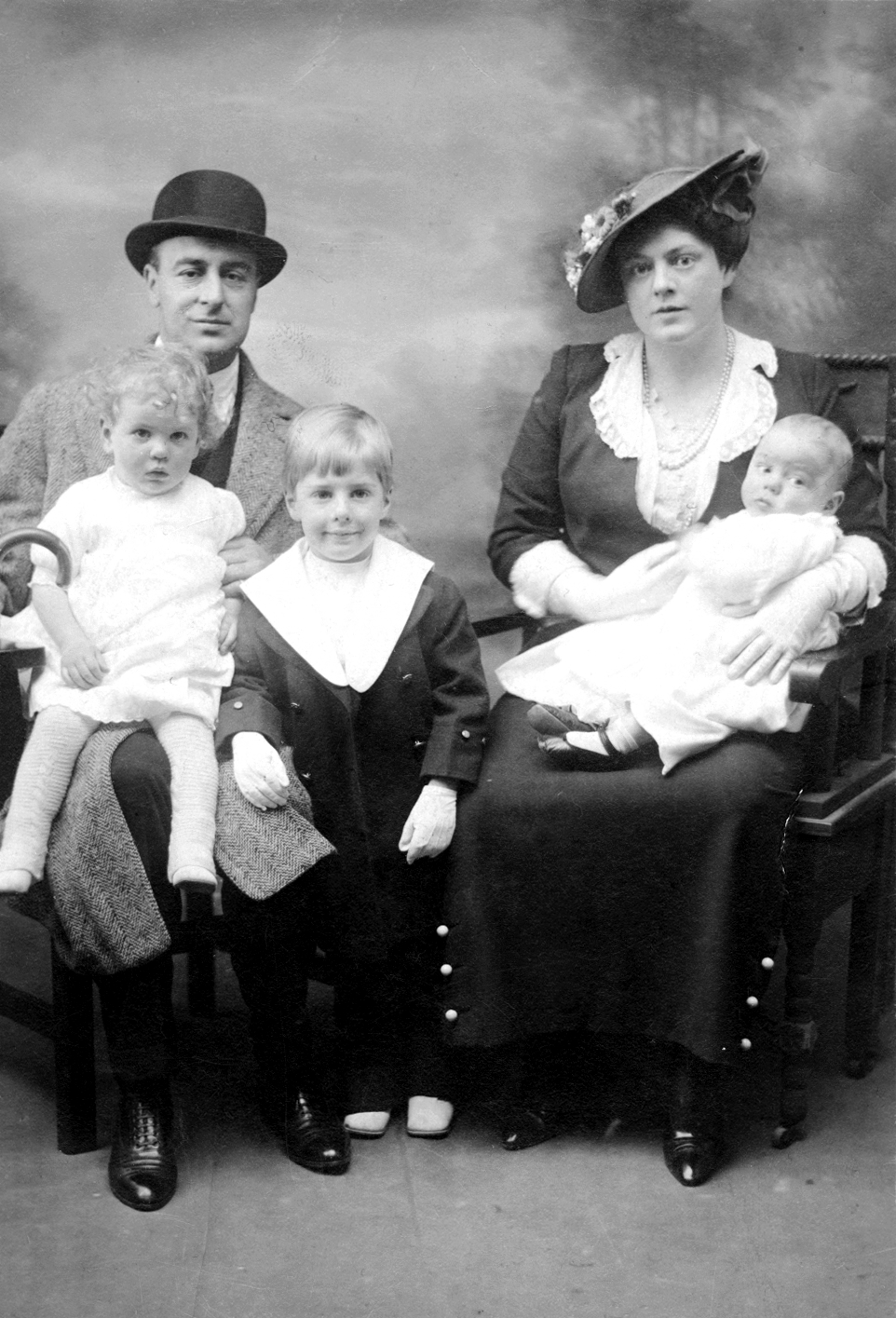
Ethel Barrymore mit Ehemann und Kindern (1914)

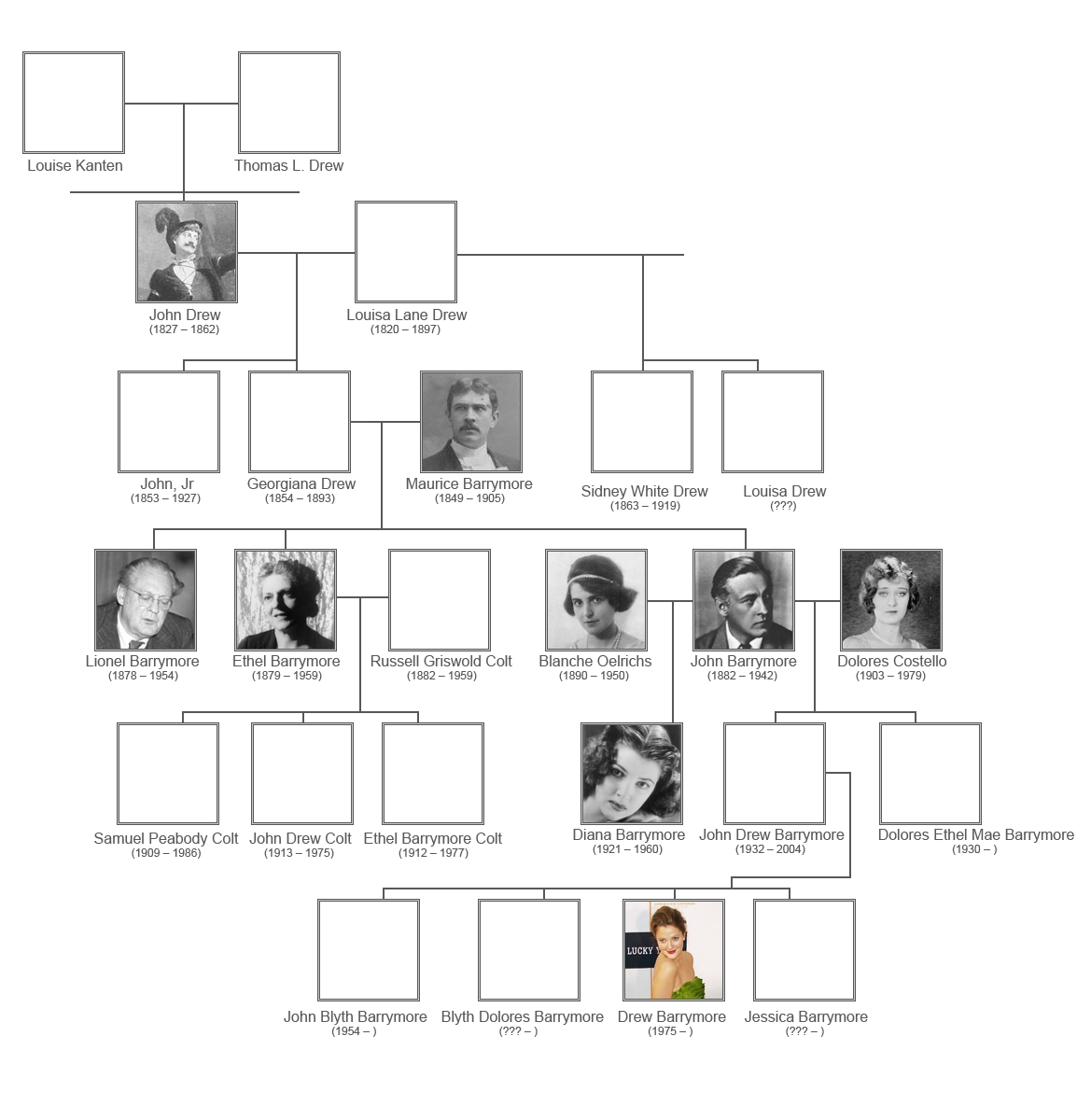
Stammbaum der Barrymores

- 1916: The Awakening of Helena Richie
- 1917: The White Raven
- 1917: The Eternal Mother
- 1917: An American Widow
- 1918: Our Mrs. McChesney
- 1919: The Divorcee
- 1926: Camille
- 1932: Rasputin: Der Dämon Rußlands (Rasputin and the Empress)
- 1944: None But the Lonely Heart
- 1946: Die Wendeltreppe (The Spiral Staircase)
- 1947: Die Farmerstochter (The Farmer’s Daughter)
- 1947: Moss Rose
- 1947: Der Fall Paradin (The Paradine Case)
- 1948: Night Song
- 1948: Erbe des Henkers (Moonrise)
- 1948: Jenny (Portrait of Jennie)
- 1949: Der Spieler (The Great Sinner)
- 1949: Kuß um Mitternacht (That Midnight Kiss)
- 1949: Schicksal in Wien (The Red Danube)
- 1949: Pinky
- 1951: Kind Lady
- 1951: Vergeltung am Teufelssee (The Secret of the Convict Lake)
- 1951: It’s a Big Country
- 1952: Die Maske runter (Deadline – U.S.A.)
- 1952: Nur für Dich (Just for You)
- 1953: War es die große Liebe? (The Story of Three Loves)
- 1955: Man soll nicht mit der Liebe spielen (Young at Heart)
- 1957: Johnny Trouble

## Broadwayhauptrollen (Auswahl)
- 1895: The Imprudent Young Couple
- 1902: A Country Mouse
- 1905: Nora oder ein Puppenhaus
- 1907: The Silver Box
- 1908: Lady Frederick
- 1911: The Witness for the Defense
- 1915: Our Mrs. McChesney
- 1917: Die Kameliendame
- 1921: Clair de Lune
- 1922: Rose Bernd
- 1922: Romeo und Julia
- 1925: Hamlet
- 1925: Der Kaufmann von Venedig
- 1926: The Constant Wife
- 1928: The Kingdom of God
- 1934: L’Aiglon
- 1937: The Ghost of Yankee Doodle
- 1938: Whiteoaks
- 1940: The Corn is Green
- 1944: Embezzled Heaven

## Auszeichnungen und Nominierungen
- Oscarverleihung 1945: Oscar als beste Nebendarstellerin in None But the Lonely Heart
- Oscarverleihung 1947: Nominierung Beste Nebendarstellerin in Die Wendeltreppe
- Oscarverleihung 1948: Nominierung Beste Nebendarstellerin in Der Fall Paradin
- Oscarverleihung 1950: Nominierung Beste Nebendarstellerin in Pinky

- 1955: Emmy-Nominierung als beste Darstellerin in The Thirteenth Chair (Episode aus der Serie Climax!)
- 1959: Stern auf dem Hollywood Walk of Fame